# Очеретянский, Александр Тимофеевич
Алекса́ндр (Аликс) Тимо́феевич Очеретя́нский (род. 5 декабря 1946) — актёр Театра кукол им. С. В. Образцова и озвучивания (Цап Царапыч и Филя в телепередаче «Спокойной ночи, малыши!»).

## Биография
Родился 5 декабря 1946 года.
В 60-70-80-х годах — актёр Государственного Центрального театра кукол под руководством С. Образцова. Много лет был «голосом» пса Фили и Цап Царапыча из программы «Спокойной ночи, малыши!». Озвучил множество мультфильмов. Эмигрировал в 1991 году, работает в израильском Театре Юного Зрителя Шауляя Тиктинера.

## Фильмография

### Роли в театре
- 1971 — Заячья школа — Учитель
- 1972 — Необыкновенный концерт — Кукловод
- 1984 — По щучьему велению — Царь
- 1989 — Этот фантастический мир — хвататель

### Озвучивание мультфильмов
- 1979 — Дом для леопарда
- 1980 — Ещё раз про квартет
- 1980 — Топчумба — Кабанчик, Барсук
- 1981 — Бибигон — скворец
- 1981 — Лето в Муми-доле — Хемуль, Ондатр, Морра
- 1991 — Подводные береты — Бригадный генерал / дядя Яша / Сергей Сергеевич Стукач / инструктор